# Guapparia (film)
Guapparia è un film del 1984, diretto da Stelvio Massi, con protagonisti Mario Merola e Ida Di Benedetto. Questo è l'ultimo film interpretato da Merola come protagonista.

## Trama
Salvatore Di Donato è uno dei "guappi" di camorra più temuti e rispettati del Rione Sanità. La sua donna, Assuntina è un'attrice di teatro. Durante un pellegrinaggio alla Madonna dell'Arco, Salvatore e Assuntina incontrano Margherita, una donna altera e bella, amica d'infanzia di lei. Salvatore se ne innamora perdutamente e, dopo una breve corte, lascia Assuntina e va a vivere con la nuova innamorata. Margherita, però, è una donna forte, libera, che mal sopporta il comando e le imposizioni di Salvatore, e finisce per cacciarlo di casa, ridicolizzandolo agli occhi di tutti. Salvatore, ormai praticamente privato di qualsiasi dignità, tenta disperatamente di riconquistare la donna ma lei, al contrario, accetta la corte di un orefice che le stava dietro da tempo e se lo porta a casa. Salvatore è disperato, affoga le sue pene nell'alcool e una sera canta una serenata sotto casa di Margherita sfidando a colpi di coltello l'orefice che lo aveva sfidato e gli aveva rubato la donna.

## Colonna sonora
- Ma che te fa stasera chesta Napule (Palomba - Alfieri) - cantata da Mario Merola.
- Comme facette mammeta (Gambardella - Capaldo)
- Pe n'ora 'e freva (D'Arena - Cafazzo) - cantata da Mario Merola.
- Ave Maria (Schubert - Alfieri - Mallozzi) - cantata da Mario Merola.
- 'O rre d' 'a sceneggiata (Giordano - Alfieri) - cantata da Mario Merola.
- Guapparia (Bovio - Falvo) - cantata da Mario Merola.